# Witheringia correana
Witheringia correana är en potatisväxtart som beskrevs av D'arcy. Witheringia correana ingår i släktet Witheringia och familjen potatisväxter. Inga underarter finns listade i Catalogue of Life.